# Regiunea Los Ríos

Regiunea Los Ríos

Regiunea Los Ríos (spaniolă XIV Región de Los Ríos)  este una dintre cele 15 regiuni administrative din Chile. Capitala regiunii este orașul Valdivia.